# Condado de Franklin (Kansas)
El condado de Franklin (en inglés: Franklin County) es un condado en el estado estadounidense de Kansas. En el censo de 2000 el condado tenía una población de 24.784 habitantes. Forma parte del Área metropolitana de Kansas City. La sede de condado es Ottawa. El condado fue uno de los 33 condados originales de Kansas, siendo fundado el 25 de agosto de 1855. Fue nombrado en honor a Benjamin Franklin.

## Geografía

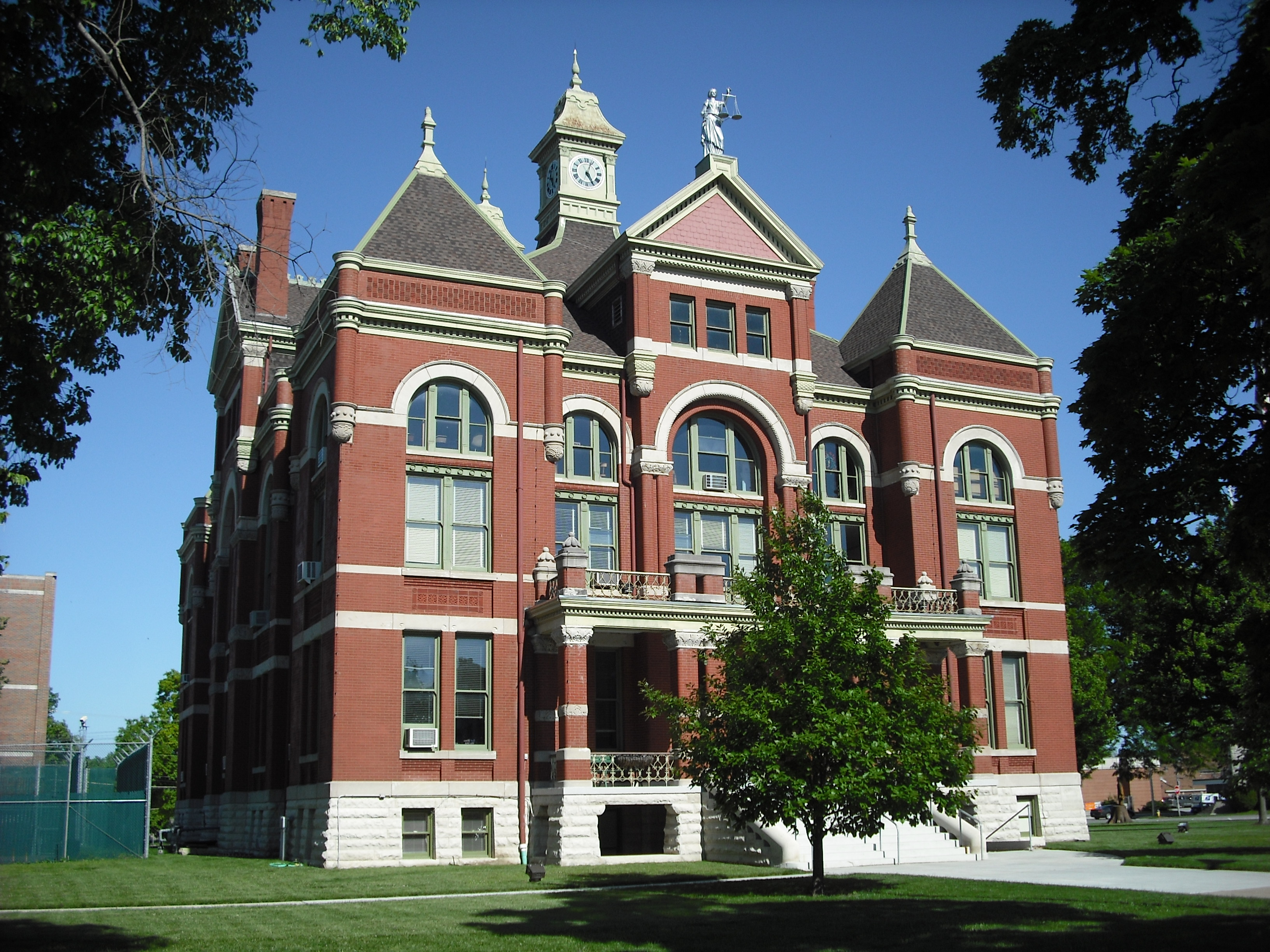
Juzgado del condado de Franklin en Ottawa.

Según la Oficina del Censo, el condado tiene un área total de 1.494 km² (577 sq mi), de la cual 1.486 km² (574 sq mi) es tierra y 8 km² (3 sq mi) (0,49%) es agua.

### Condados adyacentes
- Condado de Douglas (norte)
- Condado de Johnson (noreste)
- Condado de Miami (este)
- Condado de Linn (sureste)
- Condado de Anderson (sur)
- Condado de Coffey (suroeste)
- Condado de Osage (oeste)

## Autopistas importantes
- Interestatal 35
- U.S. Route 50
- U.S. Route 59
- Ruta Estatal de Kansas 33
- Ruta Estatal de Kansas 68

## Demografía
En el  censo de 2000, hubo 24.784 personas, 9.452 hogares y 6.720 familias residiendo en el condado. La densidad poblacional era de 43 personas por milla cuadrada (17/km²). En el 2000 había 10.229 unidades habitacionales en una densidad de 18 por milla cuadrada (7/km²). La demografía del condado era de 95,05% blancos, 1,21% afroamericanos, 0,94% amerindios, 0,31% asiáticos, 0,78% de otras razas y 1,71% de dos o más razas. 2,62% de la población era de origen hispano o latino de cualquier raza. 
La renta promedio para un hogar del condado era de $39.052 y el ingreso promedio para una familia era de $45.197. En 2000 los hombres tenían un ingreso medio de $31.223 versus $22.992 para las mujeres. La renta per cápita para el condado era de $17.311 y el 7,70% de la población estaba bajo el umbral de pobreza nacional.

## Ciudades y pueblos
| - Lane - LeLoup - Ottawa | - Pomona - Princeton - Rantoul | - Richmond - Richter | - Wellsville - Williamsburg |